# Tobías Donsanti
Tobías Daniel Donsanti (Los Quirquinchos, Argentina, 15 de mayo de 2000) es un futbolista argentino. Juega como delantero y su equipo actual es Gualaceo de la Serie B de Ecuador.

## Trayectoria
Se formó en las categorías formativas de Newell's Old Boys, donde jugó el Torneo de Reservas en la temporada 2019-20, anotando 7 goles en 15 partidos, y la Copa de la LPF Reservas 2020-21, anotando dos goles en un partido disputado.
En 2021, tras no ser tomado en cuenta por el entrenador Frank Darío Kudelka, se marchó cedido al NK Solin de la Segunda Liga de Croacia por seis meses. Debutó el 7 de marzo en una derrota de 1-0 ante el Dinamo Zagreb II. Al regresar a Newell's Old Boys tras cumplirse su período de préstamo, participó en el Torneo Proyección, disputando 11 partidos sin anotar goles.
El 3 de febrero de 2022 regresó de nuevo a Croacia, tras ser cedido por Newell's Old Boys al HNK Vukovar 1991 de la 3. HNL.
En julio de 2022, fue fichado por el Cumbayá de la Serie A de Ecuador. Debutó el 23 de julio ante Orense, anotando su primer gol en una derrota 3-1 en la tercera jornada de la segunda etapa de la Serie A 2022. Marcó su segundo gol ante Mushuc Runa el 31 de julio en el empate 1-1. Dejó Cumbayá a finales de la temporada con un saldo de 12 partidos jugados y 2 goles anotados.
El 6 de enero de 2023, fue oficializado como nuevo jugador del Gualaceo. Sin embargo, solo disputó 7 partidos debido a una lesión de rotura de ligamento cruzado sufrida en la tercera fecha de la Serie A 2023 contra Mushuc Runa, que lo mantuvo alejado de las canchas durante seis meses. A pesar de las dificultades, logró anotar un gol ante El Nacional en la derrota por 4-2 durante la jornada 13 de la segunda etapa del torneo. Lamentablemente, esta temporada concluyó con el descenso del Gualaceo a la Serie B, la segunda división del fútbol ecuatoriano.
El 11 de enero de 2024 se unió a Libertad de Loja como parte de las incorporaciones para la temporada 2024. Durante su paso por el equipo, disputó 16 partidos en la Serie A de Ecuador y dos encuentros en la Copa Ecuador, sin registrar goles en competiciones oficiales. Su etapa en Libertad concluyó el 3 de febrero de 2025 cuando se unió a Gualaceo como agente libre.

## Estadísticas

### Clubes
Actualizado al último partido disputado el 10 de noviembre de 2024.
| Club                       | Div.          | Temporada     | Liga  | Liga  | Copas nacionales | Copas nacionales | Copas internacionales | Copas internacionales | Total | Total |
| Club                       | Div.          | Temporada     | Part. | Goles | Part.            | Goles            | Part.                 | Goles                 | Part. | Goles |
| -------------------------- | ------------- | ------------- | ----- | ----- | ---------------- | ---------------- | --------------------- | --------------------- | ----- | ----- |
| NK Solin · Croacia         | 2.ª           | 2020-21       | 12    | 0     | —                | —                | —                     | —                     | 12    | 0     |
| NK Solin · Croacia         | Total club    | Total club    | 12    | 0     | 0                | 0                | 0                     | 0                     | 12    | 0     |
| HNK Vukovar 1991 · Croacia | 3.ª           | 2021-22       | 8     | 2     | —                | —                | —                     | —                     | 8     | 2     |
| HNK Vukovar 1991 · Croacia | Total club    | Total club    | 8     | 2     | 0                | 0                | 0                     | 0                     | 8     | 2     |
| Cumbayá F. C. · Ecuador    | 1.ª           | 2022          | 12    | 2     | —                | —                | —                     | —                     | 12    | 2     |
| Cumbayá F. C. · Ecuador    | Total club    | Total club    | 12    | 2     | 0                | 0                | 0                     | 0                     | 12    | 2     |
| Gualaceo S. C. · Ecuador   | 1.ª           | 2023          | 7     | 1     | —                | —                | —                     | —                     | 7     | 1     |
| Gualaceo S. C. · Ecuador   | Total club    | Total club    | 7     | 1     | 0                | 0                | 0                     | 0                     | 7     | 1     |
| Libertad F. C. · Ecuador   | 1.ª           | 2024          | 16    | 0     | 2                | 0                | —                     | —                     | 18    | 0     |
| Libertad F. C. · Ecuador   | Total club    | Total club    | 16    | 0     | 2                | 0                | 0                     | 0                     | 18    | 0     |
| Total carrera              | Total carrera | Total carrera | 55    | 5     | 2                | 0                | 0                     | 0                     | 57    | 5     |
| 1.                         |               |               |       |       |                  |                  |                       |                       |       |       |